# Blagovescsenszk (Baskíria)
Blagovescsenszk (oroszul: Благовещенск, baskír nyelven: Благовещен) város Oroszországban, a Baskír Köztársaságban.

## Népesség
- 2002-ben 32 989 lakosa volt, melyből 20 977 orosz, 6 352 baskír, 3 308 tatár, 1 404 mari, 218 ukrán, 178 csuvas, 134 örmény, 46 mordvin, 39 udmurt.
- 2010-ben 34 239 lakosa volt, melyből 21 138 orosz, 5 216 tatár, 4 712 baskír, 1 605 mari, 181 csuvas, 168 ukrán, 64 fehérorosz, 46 udmurt, 43 mordvin.